# Křesťanství a homosexualita
Křesťanství nemá k homosexualitě jednotný ucelený pohled, většinově ale odmítá sexuální vztahy mezi osobami stejného pohlaví. Pozice se liší u jednotlivých denominací. Římskokatolická církev, pravoslavná církev, anglikánská církev, evangelikální a letniční církve sexuální vztah dvou osob stejného pohlaví většinou odmítají jako odporující Boží vůli. Mezi některými protestantskými církvemi, především v západních zemích, jsou církve k homosexualitě vstřícnější. Některé uznávají registrovaná partnerství za rovnocenná s manželstvím. Jiné je neuznávají, ale žehnají párům osob stejného pohlaví. Pozice k tématu je u jednotlivých křesťanů rozdílná a také uvnitř jednotlivých denominací existují nejrůznější názory na téma homosexuality, které nemusí odpovídat oficiálním postojům jednotlivých církví.

## Postoje jednotlivých církví
Někteří křesťanští aktivisté využívají k vyjádření svého pohledu na homosexualitu mimo jiné pojmy Side A (strana A), Side B (strana B). „Strana A“ zde značí ty, kteří věří, že vztahy osob stejného pohlaví jsou v Božích očích stejně platné jako vztahy heterosexuálních osob a podporují tak například stejnopohlavní manželství. Naopak zastánci „strany B“ považují manželství jako vztah dvou osob různého pohlaví, a proto považují za morální držet celibát, popř. žít s osobou opačného pohlaví.

### Římskokatolická církev
Římskokatolická církev rozlišuje mezi homosexuální náklonností a chováním. Zatímco homosexuální náklonnost je podle ní neovlivnitelná, a tudíž není sama o sobě hříšná, hříšné je naopak praktikování homosexuálního styku. Po homosexuálech je tedy požadováno žít v celibátu.
Uvnitř církve jsou na téma homosexuality rozdílné názory, které se navíc liší i podle jednotlivých zemí. Vysoká míra akceptace homosexuality je především v západních zemích, dále např. Brazílii nebo na Filipínách.[zdroj?]

### Anglikánská církev
V rámci církví Anglikánského společenství je postoj k homosexualitě různý. Zatímco v anglikánských provinciích ve Spojených státech, Skotsku, Jihoafrické republice a Kanadě je postoj k homosexualitě tolerantní, většina anglikánských církví v zemích třetího světa homosexualitu odmítá.

### Starokatolická církev
V západoevropských starokatolických církvích převažuje od 90. let 20. století akceptace homosexuality. Svazky osob stejného pohlaví nejsou považovány za rovnocenné manželství. Není ale odmítáno takovým svazkům žehnat.

### Protestantské církve
Postoj jednotlivých protestantských církví je různý. Většina protestantských církví v západní Evropě, Spojených státech a Kanadě akceptuje homosexuální chování a mnohé církve žehnají homosexuálním párům.

## Kritické názory
Křesťanská kritika vůči homosexuálnímu chování vychází z určitých interpretací biblických textů. Podle některých názorů kniha Leviticus zapovídá homosexuální sex. Někteří[kdo?] badatelé interpretují Genesis 16:5, že ukazuje homosexuální chování jako příčinu zničení Sodomy a Gomory. Mezi novozákonní pasáže, které lze interpretovat jako zapovídající homosexuální chování, jsou Římanům 1:26-27, Korinťanům 6:9-10, Timoteus 1:10 a Juda 1:7.
Katechismus katolické církve uvádí, že muži a ženy, kteří mají homosexuální sklony, by měli být přijímání s úctou, soucitem a citlivostí. Je třeba se vyhnout jakékoliv formě diskriminace. Na druhou stranu ale církev vyžaduje, aby homosexuální osoby dodržovaly sexuální půst, protože pro ni jediná přípustná forma sexuality je pouze styk mezi mužem a ženou v rámci manželství.

## Pozitivní postoje
Ve 20. století teologové jako Jürgen Moltmann, Hans Küng, John Robinson, biskup David Jenkins, Don Cupitt a biskup Jack Spong začali zpochybňovat tradiční teologické názory a chápání biblických textů. Podle nich docházelo k chybným překladům nebo se nevztahují k tomu, jak je v současnosti chápán pojem homosexualita.
Někteří křesťané věří, že docházelo ke špatným překladům a interpretacím některých textů. Liberální křesťané vycházejí z původních textů v hebrejštině a latině a interpretují je odlišně. Podle těchto interpretací jsou také verše podporující otroctví nebo nadřazený postoj mužů k ženám odporující Boží vůli a tomu, jak chápeme křesťanství. Podle těchto názorů je třeba odlišovat nemravné sexuální chování jako znásilnění, prostituci a sexuální rituály od mravného sexuálního chování v trvalých partnerských vztazích bez ohledu na sexuální orientaci.
Prof. John Boswell z Yale University tvrdil, že v dobách raného křesťanství existovaly homosexuální svazky a některé homosexuální vztahy vidí i v Bibli. Podle jeho názoru začala být homosexualita postihována a trestána až od 12. století.
Desmond Tutu, bývalý anglikánský arcibiskup v Kapském Městě a nositel Nobelovy ceny míru, vnímal homofobii jako zločin proti lidskosti a přirovnával ji k apartheidu.
V současné době dochází ke zlepšování vnímání homosexuálů mezi křesťany, a to i v rámci církví, které jsou oficiálně zaměřeny proti homosexualitě.

## Homosexuální křesťané a jejich organizace
Podle George Barny, který se věnoval výzkumu homosexuálních křesťanů, je křesťanů mezi homosexuály mnohem více, než se předpokládalo. Mnoho z nich ale vnímá svou víru jako osobní záležitost a nezapojuje se do života církví, kde se často necítí dobře.
V Česku se homosexuální křesťané sdružují ve spolku Logos Česká republika, který má místní skupiny v Praze, Brně, Ostravě a Hradci Králové.

## Postoje církví v Česku

### Českobratrská církev evangelická
Homosexualita je v ČCE předmětem debaty. Synodní dokument z roku 2005 nazvaný Problematika homosexuálních vztahů' je nesen v liberálním duchu a vyznívá ve prospěch akceptace homosexuálního soužití. Evangelíci tradičně poskytují prostory pro aktivity mezidenominačního spolku Logos, jehož cílem je integrace gayů a leseb do společnosti i církví.

### Slezská církev evangelická augsburského vyznání
SCEAV zaujímá v záležitosti homosexuality konzervativní postoje. Podle dokumentu z roku 2006 nazvaného Stanovisko SCEAV k otázce homosexuality je sexuální soužití osob stejného pohlaví hříchem a nemůže mu být žehnáno.